# Erik Folke
Erik Folke, född 7 juli 1862 i Folkärna socken, Kopparbergs län, död 18 augusti 1939, var en svensk missionär, översättare och författare. Han var far till Harald Folke.
Folke var son till hemmansägaren Erik Andersson och Stina Andersdotter i Björkarsbo, Folkärna socken. Han avlade studentexamen vid Fjellstedtska skolan 1885. 1887 utreste han på egen hand som missionär till Kina och blev så banbrytare för svensk mission där. Hans mission stöddes till en början av en liten kommitté och kallades Erik Folkes mission, vilket namn snart ändrades till Svenska missionen i Kina, numera med namnet Evangeliska Östasienmissionen. Den hade i sitt arbetsfält i provinserna Shaanxi, Shanxi och Henan och stod i nära förbindelse med Kinesiska Inlandsmissionen. Frånsett korta besök i hemlandet (1893 och 1901) och en lång tids verksamhet i hemlandet (1904-1917) verkade han till 1920 som missionär och efter återkomsten 1921 som Svenska missionens i Kina missionsföreståndare. År 1962 restes en minnessten på Erik Folkes födelseplats i Björkarsbo.
Han gifte sig första gången 1889 med missionären Anna Christina Gran (1865-1906) och andra gången 1908 med missionären Mimmi Beskow (1873-1947), som var syster till Natanael Beskow.
Folke utgav svenska översättningar av Laozis Daodejing och Zhuangzis Den äkta urkunden och författade Tänkare i det gamla Kina (1922); på kinesiska författade han Gamla testamentets historia och översatte Luthers Om en kristen människas frihet samt Confessio Augustana.

## Skrifter (urval)
- Kina och missionen (1902)
- Religions- och missionsöversikt, särskilt upptagande svenska missionsfält i utlandet till hjälp för skola och hem (tillsammans med Axel Blomqvist, Fosterlandsstiftelsen, 1916)
- Tänkare i det gamla Kina (Birkagården, 1922)
- Sveriges yttre mission : en översikt av den svenska missionsverksamheten i den icke kristna delen av världen. D. 1. Stockholm: Sv. journalen. 1927. Libris 0h9d1gf1xcp802ct. https://gupea.ub.gu.se/2077/78228
- Sveriges yttre mission : en översikt av den svenska missionsverksamheten i den icke kristna delen av världen. D. 2. Stockholm: Sv. journalen. 1927. Libris gzsfbn8kd07fjjb4. https://gupea.ub.gu.se/2077/78315
- Sveriges yttre mission : en översikt av den svenska missionsverksamheten i den icke kristna delen av världen. D. 3/4. Stockholm: Sv. journalen. 1928. Libris 8rlgpvfn6pvcmbcn. https://gupea.ub.gu.se/2077/78322
- Sändebud till Sinims land: svenska missionen i Kina : dess uppkomst och fortgång (Svenska missionen i Kina, 1928)
- Jesu sista budskap: bibelstudium över sändebreven i Uppenbarelsebokens 2:dra och 3:dje kap. (1939)

## Översättningar
- Zhuang Zhou: Den äkta urkunden (Nanhua zheng jing) (Birkagården, 1924)
- Laozi: Laotse och Tao Te Ching (Daodejing) (Bonnier, 1927)